# Lapptjärnen, Hälsingland
Lapptjärnen är en sjö i Bollnäs kommun i Hälsingland och ingår i Ljusnans huvudavrinningsområde. Sjön är 14,5 meter djup, har en yta på 0,044 kvadratkilometer och är belägen 147,1 meter över havet.

## Delavrinningsområde
Lapptjärnen ingår i det delavrinningsområde (681158-153801) som SMHI kallar för Utloppet av Västersjön. Medelhöjden är 149 meter över havet och ytan är 6,31 kvadratkilometer. Räknas de 5 avrinningsområdena uppströms in blir den ackumulerade arean 53,83 kvadratkilometer. Växboån som avvattnar avrinningsområdet har biflödesordning 2, vilket innebär att vattnet flödar genom totalt 2 vattendrag innan det når havet efter 60 kilometer. Avrinningsområdet består mestadels av skog (68 procent) och jordbruk (11 procent). Avrinningsområdet har 0,48 kvadratkilometer vattenytor vilket ger det en sjöprocent på 7,6 procent. Bebyggelsen i området täcker en yta av 0,16 kvadratkilometer eller 3 procent av avrinningsområdet.